# Еллікоттвілл (селище, Нью-Йорк)
Еллікоттвілл (англ. Ellicottville) — селище (англ. village) в США, в окрузі Каттарогус штату Нью-Йорк. Населення — 256 осіб (2020).

## Географія
Еллікоттвілл розташований за координатами 42°16′29″ пн. ш. 78°40′20″ зх. д. / 42.27472° пн. ш. 78.67222° зх. д. (42.274852, -78.672283).  За даними Бюро перепису населення США в 2010 році селище мало площу 2,16 км², з яких 2,12 км² — суходіл та 0,04 км² — водойми.

## Демографія
Згідно з переписом 2010 року, у селищі мешкало 376 осіб у 210 домогосподарствах у складі 98 родин. Густота населення становила 174 особи/км².  Було 573 помешкання (265/км²).
Расовий склад населення:
| - 98,4 % — білих - 0,3 % — корінних американців |

До двох чи більше рас належало 1,3 %. Частка іспаномовних становила 0,3 % від усіх жителів.
За віковим діапазоном населення розподілялося таким чином: 12,8 % — особи молодші 18 років, 64,3 % — особи у віці 18—64 років, 22,9 % — особи у віці 65 років та старші. Медіана віку мешканця становила 51,4 року. На 100 осіб жіночої статі у селищі припадало 106,6 чоловіків;  на 100 жінок у віці від 18 років та старших — 102,5 чоловіків також старших 18 років.
Середній дохід на одне домашнє господарство  становив 72 616 доларів США (медіана — 38 125), а середній дохід на одну сім'ю — 114 796 доларів (медіана — 64 318). За межею бідності перебувало 2,2 % осіб, у тому числі 0,0 % дітей у віці до 18 років та 1,1 % осіб у віці 65 років та старших.
Цивільне працевлаштоване населення становило 146 осіб. Основні галузі зайнятості: освіта, охорона здоров'я та соціальна допомога — 15,8 %, виробництво — 15,1 %, мистецтво, розваги та відпочинок — 15,1 %.